# Avelãs da Ribeira
Avelãs da Ribeira ist eine Gemeinde (Freguesia) im portugiesischen Kreis Guarda. In ihr leben 142 Einwohner (Stand 19. April 2021).